# 栗原市立栗駒小学校
栗原市立栗駒小学校（くりはらしりつ くりこましょうがっこう）は、宮城県栗原市にある公立小学校。

## 概要
再編によって新設された小学校。栗原市立栗駒小学校の校名は再編前の小学校の一つであるが、所在地は旧・栗原市立岩ヶ崎小学校である。

## 沿革

### 経緯
2013年（平成25年）4月に栗原市立岩ヶ崎小学校（1873年 - 2013年、栗駒岩ヶ崎下小路1番地） 、旧・栗原市立栗駒小学校（1916年 - 2013年、栗駒松倉東貴船5番地）、栗原市立鳥矢崎小学校（1990年 - 2013年、栗駒鳥沢山王下54番地-81）の再編統合により設立された。

### 栗原市立岩ヶ崎小学校
（栗原市立岩ヶ崎小学校節の主要な出典）
- 1873年（明治6年）7月 - 円鏡寺において児童数306名で開校したのを栗原市立岩ヶ崎小学校の創立とする。
- 2013年（平成25年）3月 - 鳥矢崎小学校、旧・栗駒小学校との再編統合により廃校。

### 栗原市立鳥矢崎小学校
（栗原市立鳥矢崎小学校節の主要な出典）
- 1990年（平成2年）4月 - 栗駒町立鳥谷小学校、鳥矢崎小学校が統合して開校したのを栗原市立鳥矢崎小学校の創立とする。
- 2013年（平成25年）3月 - 岩ヶ崎小学校、旧・栗駒小学校との再編統合により廃校。

### 旧・栗原市立栗駒小学校
（旧・栗原市立栗駒小学校節の主要な出典）
- 1873年（明治6年）4月 - 松倉小学校、沼倉小学校が創設された。
- 1916年（大正5年） - 松倉小学校、沼倉小学校を統合し、栗駒尋常小学校と呼称したのを旧・栗原市立栗駒小学校の創立とする。
- 2013年（平成25年）3月 - 岩ヶ崎小学校、鳥矢崎小学校との再編統合により廃校。

### 新・栗原市立栗駒小学校
- 2013年（平成25年）4月 - 再編統合により、あらたに栗駒小学校設立。

## 所在地情報
所在地
- 宮城県栗原市栗駒岩ヶ崎下小路1番地

交通
バス
- 栗駒小学校前（グリーン観光バス苗圃線）